# Grängesberg västra
Grängesberg västra är en tätort som utgör den västra delen av Grängesberg, belägen i Grängesbergs distrikt i Ludvika kommun i Dalarnas län.

## Befolkningsutveckling
| Befolkningsutvecklingen i Grängesberg västra 2015–2020            | Befolkningsutvecklingen i Grängesberg västra 2015–2020 | Befolkningsutvecklingen i Grängesberg västra 2015–2020 | Befolkningsutvecklingen i Grängesberg västra 2015–2020 | Befolkningsutvecklingen i Grängesberg västra 2015–2020 |
| ----------------------------------------------------------------- | ------------------------------------------------------ | ------------------------------------------------------ | ------------------------------------------------------ | ------------------------------------------------------ |
|                                                                   |                                                        |                                                        |                                                        |                                                        |
| År                                                                |                                                        |                                                        | Folkmängd                                              | Areal (ha)                                             |
| 2015                                                              | 2015                                                   |                                                        | 1 022                                                  | 154                                                    |
| 2020                                                              | 2020                                                   |                                                        | 1 001                                                  | 153                                                    |
| Anm.: Ny tätort 2015. Var tidigare en del av tätorten Grängesberg |                                                        |                                                        |                                                        |                                                        |